# A posteriori
A posteriori je latinské spojení („z pozdějšího“), které označuje poznání získané „ze zkušenosti“, tedy empirické poznání. Protikladem je poznání a priori (apriorní) získané bez zkušenosti, dedukcí. 
Přírodní a společenské vědy založené na pozorování jsou označovány za aposteriorní disciplíny, na rozdíl od matematiky, logiky a praxeologie, které jsou označovány za odvětví apriorní. Avšak aplikace matematiky a logiky mohou být v exaktních vědách chápány jako apriorní i aposteriorní: Matematicky nebo logicky formulované (reprezentované) hypotézy mohou předpovídat výskyt objektů a průběh procesů a aposteriorní datová verifikace hypotézy potvrzuje její platnost, vždy však v určité oblasti její platnosti, tj. v rozsahu hodnot veličin a parametrů v hypotéze se vyskytujících. Příkladem kombinace apriorních a aposteriorních kroků je fyzika částic, kde apriorní hypotéza specifikuje, na co má být experiment zaměřen, a poté výsledek experimentu hypotézu ověřuje, vyvrací nebo nerozhodne, nedá potřebnou odpověď. Významnou roli ve vědě hraje rovněž apriorní a aposteriorní pravděpodobnost (vizte článek podmíněná pravděpodobnost).
Aposteriorní poznání zahrnuje tedy veškeré zkušenostní poznání člověka. Názor, že aposteriorní poznání je jediné, jehož kladnou pravdivostní hodnotu lze dotvrdit, zastával zvláště v 17. století empirismus.